# Calatrava (Romblon)
Calatrava is een gemeente in de Filipijnse provincie Romblon op het eiland Tablas. Bij de laatste census in 2007 had de gemeente bijna 10 duizend inwoners.

## Geografie

### Bestuurlijke indeling
Calatrava is onderverdeeld in de volgende 7 barangays:
| - Balogo - Linao - Poblacion - Pagsangahan - Pangulo - San Roque - Talisay |

## Demografie
Calatrava had bij de census van 2007 een inwoneraantal van 9.726 mensen. Dit zijn 848 mensen (9,6%) meer dan bij de vorige census van 2000. De gemiddelde jaarlijkse groei komt daarmee uit op 1,27%, hetgeen lager is dan het landelijk jaarlijks gemiddelde over deze periode (2,04%). Vergeleken met de census van 1995 is het aantal mensen met 1.992 (25,8%) toegenomen.

De bevolkingsdichtheid van Calatrava was ten tijde van de laatste census, met 9.726 inwoners op 86,7 km², 89,2 mensen per km².